# Great Day (film incompiuto)
Great Day è un film incompiuto del 1930 diretto da Harry Beaumont e Harry A. Pollard e interpretato da Joan Crawford.
La pellicola era basata su un musical acquistato dalla Metro-Goldwyn-Mayer e costruito attorno alla Crawford.
Il musical non aveva avuto particolare successo a Broadway (solo 29 repliche), ma le sue canzoni (con i testi di Billy Rose ed Edward Eliscu) avevano comunque conseguito un buon successo. Tra questi, il brano che ha dato il titolo al film, oltre a Without a Song e More Than You Know. La popolarità delle musiche convinse la MGM ad acquistare i diritti per la trasposizione cinematografica.
Iniziate nell'autunno del 1930, le riprese vennero bloccate dopo 8 settimane: molte le supposizioni sulle cause, ma sembra che principalmente sia stata la stessa Crawford a non essere soddisfatta delle sue performance, comprese quelle canore.
Gli studi MGM e l'attrice pensarono di preparare un nuovo plot per l'anno successivo, ma ciò non è mai accaduto. Anche nel 1934 si pensò di riprendere il film (questa volta interpretato da Jeanette MacDonald) ma anche questa volta il progetto non andò in porto.